# Bomberman 64
Bomberman 64, conocido en Japón como Baku Bomberman (爆ボンバーマン, Baku Bonbāman, o "Explosive Bomberman"), es un videojuego desarrollado por Hudson Soft y publicado por Nintendo para la Nintendo 64. El juego salió en septiembre de 1997 en Japón, en noviembre del mismo año en Europa y en diciembre del mismo año en Norteamérica.
Bomberman 64 es el primer juego en 3-D dentro de la serie de Bomberman. Incluye un modo diferente para un jugador con fases de acción-aventura y de plataformas con áreas con enemigos que derrotar y elementos que destruir. El juego ha tenido 2 secuelas en Nintendo 64: Bomberman Hero en 1998 y Bomberman 64: The Second Attack en 2000, de los cuales el último no llegó a Europa.

## Historia
En la secuencia de apertura del juego se puede ver un planeta pacífico con jardines, ríos, y edificios abundantes. Segundos más tarde, el pirata espacial Artemis se deja caer desde el cielo con una banda de soldados, ordenándoles seguidamente asaltar el planeta. Mientras tanto, Altair, desde la “Black Fortress” (Fortaleza Negra), utiliza su codiciada arma, el “Omni Cube” (Omni Cubo), para desecar completamente la energía del planeta, condenándolo como un estado muerto o estado zombi.
Artemis regresa a la “Black Fortress” para quedar con sus compañeros, Orion y Regulus, y su superior, Altair. Juntos fijan sus miradas sobre su siguiente objetivo: “Planet Bomber”, hogar del protagonista, Bomberman. Seguidamente maniobran su fortaleza hasta la atmósfera del planeta.
Bomberman, desde lo alto de un acantilado, observa como la Black Fortress desciende. No mucho más tarde, la fortaleza comienza a abrir fuego sobre los habitantes del “Planet Bomber”, disparando destructivos rayos de energía sobre las distintas áreas pobladas.
Un guerrero vestido de blanco vuela entonces fuera para la sorpresa de Bomberman, preguntándole si planea derrotar a los agresores. Bomberman da una respuesta afirmativa, y el forastero (presentado más tarde como Sirius) explica que un escudo de fuerza protege la fortaleza. Sirius continúa diciendo que este campo de fuerza puede ser desactivado destruyendo las cuatro anclas adjuntas a la fortaleza: Green Garden, Blue Resort, Red Mountain y White Glacier. Una vez dentro de la fortaleza, ellos deben encontrar y destruir a Altair.
Bomberman sube sucesivamente y destroza las 4 anclas con la ayuda de Sirius, quien le ayuda proporcionándole power-ups y enseñándole nuevas técnicas. El escudo de fuerza alrededor de la fortaleza es desactivado y el dúo entra en ella. Después de pasar secretamente las medidas de seguridad de Altair, Bomberman encuentra y confronta con Altair, y después de una difícil lucha, derrota al pirata. El anteriormente derrotado Regulus cae en picado e intenta rescatar a su maestro del campo de batalla, pero luego es golpeado fuera por Sirius. Altair deja caer el “Omni Cube”, el cual Sirius aterriza sobre el campo de batalla y recupera. En este punto, Altair es aniquilado por un recién power-up de Sirius, quien luego escapa a su guarida secreta. Bomberman es forzado a formar equipo con su antiguo enemigo Regulus para destruir a Sirius y de esta manera salvar el universo.

## Multijugador
El modo multijugador cuenta con 10 escenario de batalla (6 iniciales y 4 desbloqueables), en los cuales pueden jugar hasta 4 jugadores simultáneamente. También es posible jugar en este modo un único jugador, siendo controlados los demás personajes por la computadora.
Las opciones en este modo son varias, como formar equipos, elegir entre jugador o COM o dejarlo inactivo, poder manejar al fantasma del personaje temporalmente una vez derrotado y un "panic mode" a través del cual, cuando queda poco tiempo, pueden llegar a ocurrir ciertas cosas dependiendo del escenario, como la crecida del agua o el cierre de muros cortando el paso.